# Espeyroux
 Espeyroux  (en occitano Espeirós) es una población y comuna francesa, situada en la región de Mediodía-Pirineos, departamento de Lot, en el distrito de Figeac y cantón de Lacapelle-Marival.

## Demografía
| 197 | 183 | 154 | 143 | 130 | 106 |
| Para los censos de 1962 a 1999 la población legal corresponde a la población sin duplicidades (Fuente: INSEE [Consultar]) |     |     |     |     |     |